# Adele Comandini
Adele Comandini (* 29. April 1898 in New York; † 22. Juli 1987 in Los Angeles, Kalifornien) war eine US-amerikanische Drehbuchautorin, die bei der Oscarverleihung 1937 für den Oscar für die beste Originalgeschichte nominiert war.

## Biografie
Adele Comandini, Tochter italienischer Einwanderer, begann ihre Laufbahn als Drehbuchautorin in der Filmwirtschaft Hollywoods 1926 mit der literarischen Adaption für den Film Die Braut am Scheidewege. Im Laufe der Zeit schrieb sie bis Mitte der 1950er Jahre die Vorlagen für mehr als zwanzig Filme.
Bei der Oscarverleihung 1937 war sie für den Oscar für die beste Originalgeschichte nominiert und zwar für Drei süße Mädels (Three Smart Girls, 1936). Weitere bekannte Filme nach ihren Drehbüchern waren Beyond Tomorrow (1940) und Weihnachten nach Maß (1945), der 1992 noch einmal unter dem Originaltitel Christmas in Connecticut von Arnold Schwarzenegger mit Kris Kristofferson und Tony Curtis verfilmt wurde und Schwarzeneggers erste Regiearbeit war.

## Filmografie (Auswahl)
- 1926: Die Braut am Scheidewege (Subway Sadie)
- 1936: Drei süße Mädels (Three Smart Girls)
- 1940: Wundervolles Weihnachten (Beyond Tomorrow)
- 1942: Im Schatten des Herzens (Always in My Heart)
- 1945: Stimme aus dem Jenseits (Strange Illusion)
- 1945: Weihnachten nach Maß (Christmas in Connecticut)